# Plectiscidea oceanica
Plectiscidea oceanica là một loài tò vò trong họ Ichneumonidae.